# ضباب عام 2005 على ماليزيا

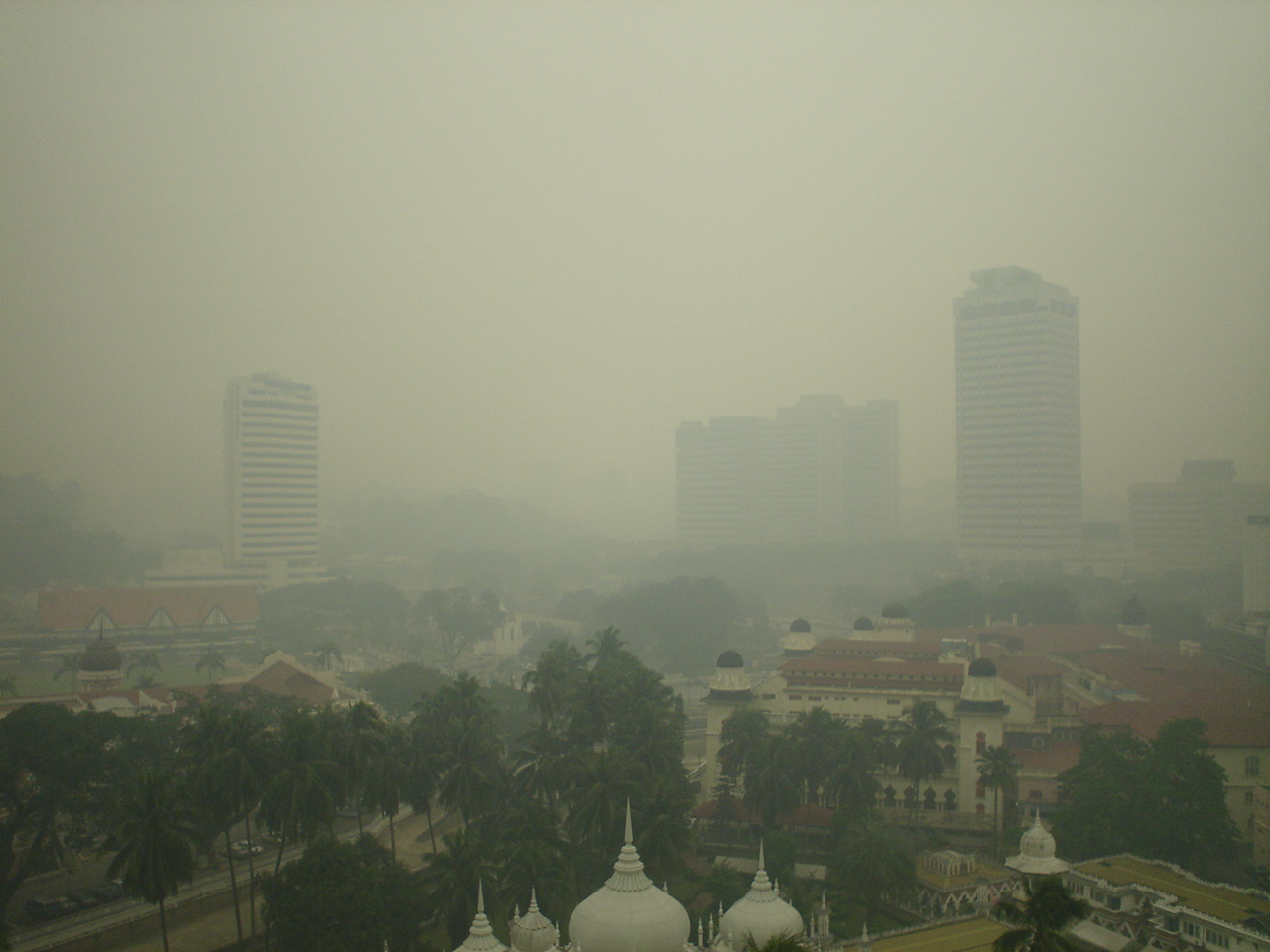
الضباب يغطي سماء العاصمة الماليزية كوالالمبور

ضباب عام 2005 على ماليزيا هي أزمة تلوث للهواء نتجت بشكل أساسي عن حرائق الغابات في الجزر الإندونيسية المجاورة لماليزيا. بدأ انتشار الضباب في جميع أنحاء ماليزيا في شهر أغسطس عام 2005 من جراء حرائق الغابات في جزيرة سومطرة الإندونيسية مما أدى إلى وصول جودة الهواء إلى مستويات خطرة في بعض الولايات وفي العاصمة الماليزية كوالالمبور. أعلنت الحكومة الماليزية بسبب ذلك حالة الطوارئ في المناطق المتضررة، وأغلقت المدارس، وأجرت محادثات بشأن الأزمة مع المسؤولين الإندونيسيين. يحرق المزارعون الأشجار والغابات بانتظام لتطهير الأراضي خلال موسم الجفاف للأغراض الزراعية. كان ضباب عام 2005 في ذلك الوقت هو أسوأ أزمات الضباب التي ضربت ماليزيا منذ عام 1997.
وصلت جودة الهواء في العاصمة الماليزية كوالالمبور في 10 أغسطس 2005إلى مستويات سيئة للغاية لدرجة أن مسؤولي الصحة الماليزيين نصحوا المواطنين بالبقاء في منازلهم مع إغلاق الأبواب، كما أغلقت الحكومة الماليزية بعض المدارس لمنع تعرض الأطفال للضباب.

## حالة الطوارئ في ميناء كلاغ وكوالا سلاغور

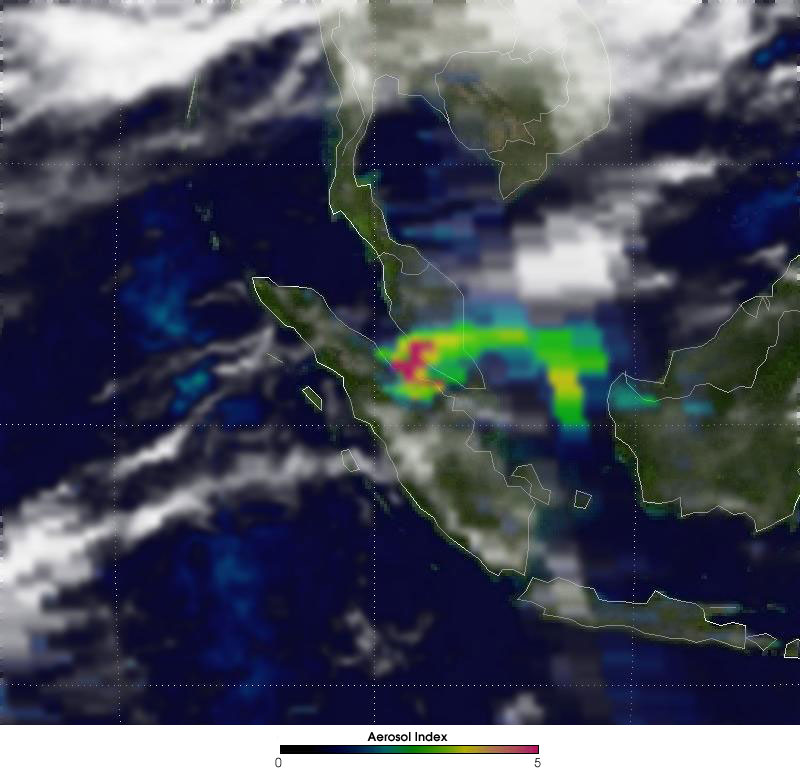
تكاثف الضباب في 10 أغسطس 2005

أعلنت الحكومة الماليزية في 11 أغسطس 2005 عن فرض حالة الطوارئ في الميناء الثاني عشر في العالم، ميناء كلاغ، ومنطقة كوالا سلاغور بعد أن وصل تلوث الهواء هناك إلى مستويات خطرة بلغت قيمة مؤشر تلوث الهواء فيها أكبر من 500. كانت هذه هي المرة الأولى التي يتم فيها فرض حالة الطوارئ في ماليزيا منذ ضباب سبتمبر عام 1997 عندما فُرضت على مقاطعة ساراواك حالة الطوارئ لأسباب مماثلة.
أدت حالة الطوارئ في المنطقتين المتضررتين إلى إغلاق المدارس والهيئات الحكومية والميناء والمكاتب، باستثناء المحال التجارية التي توفر السلع الضرورية مثل محلات بيع الأغذية والصيدليات التي ظلت مفتوحة.
رفعت الحكومة الماليزية حالة الطوارئ في 13 أغسطس 2005 بعد انخفاض مستويات مؤشر ملوثات الهواء إلى مستويات مقبولة.

## الإجراءات
عادت جودة الهواء والرؤية إلى طبيعتها في كوالالمبور في 13 أغسطس 2005، حيث انتقل الضباب شمالًا إلى ولايات برليس، وقدح، وبينانغ وفقًا لقراءة المعهد الماليزي للبيئة. وفي 16 أغسطس 2005 عادت جودة الهواء في جميع أنحاء ماليزيا إلى طبيعتها وفقًا لإحصاءات المعهد الماليزي للبيئة، حيث اتجه الضباب شمالًا إلى تايلاند.
لم يتأثر مطار كوالالمبور الدولي خلال الفترة الضبابية ولكن تم تعليق رحلات الطائرات غير المجهزة بنظام الهبوط الآلي من مطار سوبانغ إلى أن انقشع الشباب في 13 أغسطس.
قامت القوات الجوية الملكية الماليزية بإجراء عمليات الاستمطار باستخدام طائرات لوكهيد سي-130 هيركوليز في جميع أنحاء ماليزيا على الرغم من انتقال الضباب شمال ماليزيا إلى تايلاند وكمبوديا.
التقى وزير البيئة الماليزي عدنان ساتيم، ووزير السلع الماليزي بيتر تشين بوزير الغابات الإندونيسي ومسؤولين من وزارة البيئة في مدينة ميدان عاصمة مقاطعة سومطرة الشمالية، وأرسلت ماليزيا 125 من رجال الإطفاء بينما أرسلت أستراليا 12 خبيرًا في حرائق الغابات لمكافحة حرائق الغابات في إندونيسيا، والتي قُدرت بأكثر من ألف حريق (تم الوصول إلى هذا التقدير من خلال حساب النقاط الساخنة التي تزيد عن كيلومتر واحد عن طريق صور الأقمار الصناعية). كما تعهدت دول أخرى بتقديم مساعدات إلى إندونيسيا، وكان من بين هذه المساعدات عرض حكومة سنغافورة لإرسال الطائرات لإجراء عمليات الاستمطار. كما عرضت اليابان وكوريا الجنوبية وتايلاند المساعدة.
وسعت ماليزيا في 22 أغسطس عمليات الاستمطار لتشمل إندونيسيا بناءً على طلب الحكومة الإندونيسية. عاد الضباب بعد ذلك لفترة وجيزة في 11 سبتمبر 2005.

## قراءات مؤشر ملوثات الهواء
أصدرت الحكومة الماليزية في ذلك العام قراءات مؤشر ملوثات الهواء لأول مرة منذ عام 1997، حيث وفرت وزارة البيئة الماليزية قراءات حديثة لـ51 موقعًا يتم رصدها تلقائيًا وباستمرار.
يوضح الجدول التالي قراءات مؤشر معايير التلوث المسجلة خلال بداية الضباب في 10 أغسطس 2005:
| المنطقة                         | قراءة مؤشر معايير التلوث |
| ------------------------------- | ------------------------ |
| ميناء كلاغ                      | 424                      |
| كوالا سلاغور                    | 418                      |
| شاه عالم                        | 349                      |
| بوتراجاي                        | 337                      |
| بيتالينغ جايا                   | 304                      |
| كوالالمبور                      | 276                      |
| تانجونغ ماليم                   | 205                      |
| غومباك                          | 200                      |
| كاجانغ                          | 185                      |
| نيلاي                           | 174                      |
| سرمبن                           | 137                      |
| جيرانتوت                        | 131                      |
| مدينة بوكيت رامباي، بإقليم ملقا | 107                      |